# ФК Врбас Бања Лука
ФК Врбас је фудбалски клуб из Бање Луке који се такмичи у оквиру Регионалне лиге Републике Српске.

## Историја
Клуб је основан 1936. године у Краљевини Југославији.

## Резултати
- Куп Републике Српске у фудбалу 2001/02. (шеснестина финала)
- Друга лига Републике Српске у фудбалу — Запад 2007/08. (12. мјесто)
- Куп Републике Српске у фудбалу 2010/11. (шеснестина финала)
- Регионална лига Републике Српске у фудбалу — Запад 2009/10. (1. мјесто)
- Друга лига Републике Српске у фудбалу — Запад 2010/11. (13. мјесто)
- Регионална лига Републике Српске у фудбалу — Запад 2011/12.